# ولودیمیر تیتارنکو
ولودیمیر تیتارنکو (انگلیسی: Volodymyr Titarenko؛ زادهٔ ۴ مهٔ ۱۹۷۸) بازیکن والیبال اهل اوکراین است.